# Nuclebrás Equipamentos Pesados
Nuclebras Equipos Pesados S.A. (NUCLEP) est une entreprise d'État brésilienne, liée au ministère des mines et de l’énergie. NUCLEP est une industrie de base produisant des biens d’équipement sur commande, de préférence dans le domaine des chaudières lourdes. C’est une société d'économie mixte dont l’actionnaire principal est la Commission nationale de l’énergie nucléaire. Elle a pour mission de concevoir, développer, fabriquer et commercialiser des composants lourds relatifs à des centrales nucléaires, à la construction navale et les plates-formes offshore et à d’autres projets. Son complexe industriel est situé dans la municipalité d’Itaguaí, à 85 km au sud-ouest de la ville de Rio de Janeiro, au bord de l’autoroute Rio-Santos (BR-101), de l’embranchement ferroviaire de MRS et à proximité du littoral.

## Historique
L’entreprise a été fondée le 16 décembre 1975 par le décret n° 76.805, pour répondre au programme nucléaire brésilien.
En 1989, le contrôle de l’actionnariat est passé à CNEN. Avec cela, NUCLEP a expérimenté, à partir de 1990, une refonte radicale de son processus de gestion, en adaptant ses orientations stratégiques, productives et administratives au contexte de changements institutionnels et économiques internes et externes, et au nouvel arrangement du secteur nucléaire brésilien. C’est entre-temps à partir de 2004 que le processus de revitalisation opérationnelle de l’entreprise a commencé, visant à élargir la portée des activités de NUCLEP, avec l’adoption de nouvelles lignes directrices commerciales visant à accroître le contenu national dans la fourniture de biens et de services.
Elle est actuellement l’un des principaux moteurs de l’économie de la région de Costa Verde. Elle produit des équipements pour différents domaines d’activité, opérant dans les domaines nucléaire, offshore, chimique/pétrochimique, naval, sidérurgique, minier, énergie hydroélectrique, thermoélectrique, le pétrole et le gaz.

## Installations
Elle se situe dans un lieu facilement accessible à proximité de trois grandes capitales brésiliennes : São Paulo, Rio de Janeiro et Belo Horizonte. Elle a accès à l’embranchement ferroviaire de Mangaratiba, à l’autoroute Rio-Santos.
L’usine est construite sur un terrain de 1 million de mètres carrés, avec environ 95.000 mètres carrés de surface couverte. Le local principal de production est constitué de six halls identiques d’environ 200 mètres de longueur sur 30 mètres de largeur, disposant d’une capacité nominale de manutention de charges allant jusqu’à 600 tonnes et pouvant atteindre, dans des cas particuliers, jusqu’à 900 tonnes. NUCLEP possède également un terminal portuaire privé roll-on/roll-off pour recevoir du matériel trop grand pour être transporté par le réseau routier et ferroviaire, avec des charges indivisibles jusqu’à 1000 tonnes. Ce port privé est relié à l’usine par une voie d’accès privée de 3 km de long, spécialement aménagée pour supporter des charges allant jusqu’à 39 tonnes par essieu de wagon.

## Réalisations
Dans le secteur nucléaire, elle était responsable de la fourniture d’équipements pour la centrale nucléaire d'Angra 2 (accumulateurs et condensateurs), de la fabrication des deux générateurs de vapeur de remplacement pour la centrale nucléaire Angra 1 et de la fabrication du pressurisateur de la centrale nucléaire Angra 3. En outre, elle a fabriqué le premier réacteur nucléaire naval brésilien, devenant pionnier dans la maîtrise nationale de cette technologie pour fabriquer et assembler des pots de pression avec des spécifications nucléaires. En 2010, elle a lancé le processus de fabrication des accumulateurs et des condensateurs pour la centrale nucléaire Angra 3.
Dans un autre segment, elle a participé au développement de la technologie de fabrication de coques résistantes des quatre sous-marins de classe Tupi de la Marine brésilienne, de type 209-1400. En 2011, elle a commencé le processus de fabrication des coques de sous-marins de classe Riachuelo pour la marine brésilienne, avec une technologie française.
Dans l’industrie offshore, NUCLEP a construit les modules structurels des plates-formes P-51 et P-56 de Petrobras. Elle se distingue également comme pionnier pour le développement technologique et la fabrication d’une chambre hyperbare pour des pressions équivalentes à 3000 mètres de profondeur, à Cenpes - Petrobras, dont l’application principale est le système d’exploration et de production de pétrole en eaux profondes. 
Les produits et services fournis par NUCLEP ont toujours été associés à des normes de qualité élevées, et l’entreprise détient les plus importants certificats de qualité dans son domaine d’activité, tels que la certification ISO 9001/2008 et les certifications ASME III (timbres NA, NS et NPT) U, U2 et R..